# Steve Biko

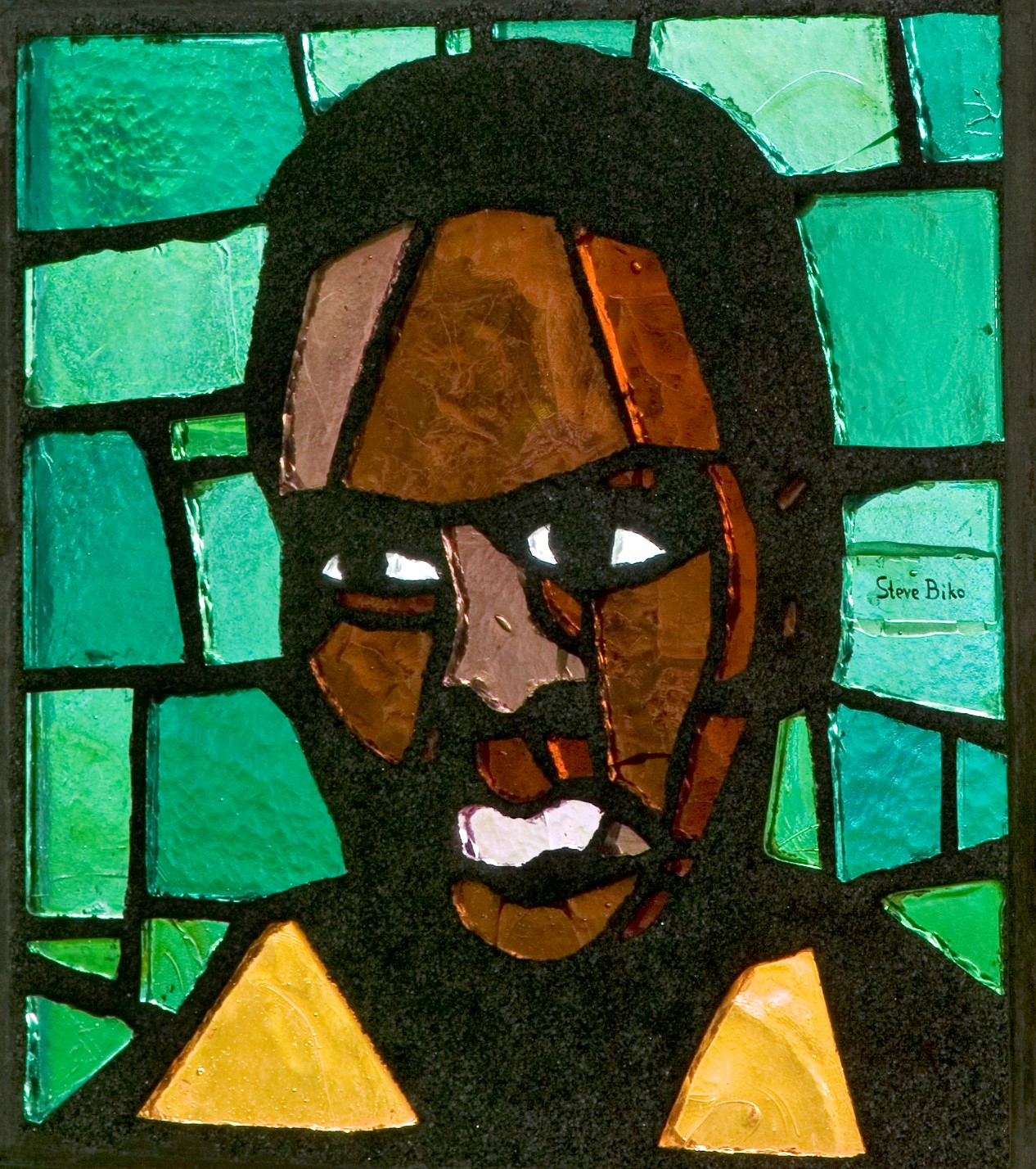
Steve Biko auf einem Glasfenster in einer Kirche in Heerlen, Niederlande

Stephen Bantu „Steve“ Biko (* 18. Dezember 1946 in Tarkastad oder Tylden, Südafrikanische Union; † 12. September 1977 in Pretoria) war ein bekannter Bürgerrechtler in Südafrika. Er gilt als ein Begründer der Black-Consciousness-Bewegung.

## Leben

### Studium und frühe Jahre
Stephen Bantu Biko war das dritte der vier Kinder von Mathew Mzingaye Biko und Alice Nokuzola Biko. Sein Geburtsort ist Tarkastad oder Tylden; beide Orte liegen in der heutigen Provinz Ostkap (Eastern Cape). Die Familie zog bald darauf nach Ginsberg Location bei King William’s Town. Sein Vater starb, als Biko vier Jahre alt war. Steve Biko besuchte etwa ab 1952 die Charles Morgan Higher Primary School in Ginsberg Location, wo er mehrere Klassen übersprang. 1960 wurde er Schüler der Forbes Grant. Er zeigte sich bereits in seiner Schulzeit als vehementer Gegner der Apartheid-Politik. 1962 kam er an das Lovedale Missionary Institute, wo bereits sein Bruder Khaya ausgebildet wurde. Khaya Biko, der dem Pan Africanist Congress nahestand, wurde von der Polizei verdächtigt, dessen Untergrundorganisation Poqo anzugehören, und zu einer Haftstrafe verurteilt. Auch Steve Biko musste daraufhin die Schule verlassen. Nach seiner Freilassung erreichte Khaya Biko, dass sein Bruder ab Juni 1964 seine Schulausbildung im von katholischen Missionarinnen geleiteten St. Francis College in Mariannhill in der Nähe von Durban beenden konnte.
1966 begann er in Durban an der Medical School der University of Natal Non European section ein Studium der Medizin, wo er seinen späteren Freund und Mentor Joshua Mboya Dada kennenlernte. Er gehörte anfangs der Studentenbewegung United Christian Movement an. Sein wachsendes politisches Engagement, ab 1968 in der von ihm begründeten South African Students’ Organisation (SASO), führte jedoch zu nachlassender Studientätigkeit. So wurde er 1973 erneut zwangsexmatrikuliert.
Biko beteiligte sich 1972 an der Gründung der Graswurzelbewegung Black Community Programmes (BCP), eines überregionalen Netzwerks gemeindebasierter Organisationen, und trat bei großen öffentlichen Versammlungen auf. 1973 verhängte die Apartheid-Regierung einen Bann über ihn, der mit scharfen Auflagen verbunden war: Er wurde überwacht, durfte seine Heimatstadt nicht verlassen und nicht mit mehr als einer Person gleichzeitig sprechen. Aufgrund dieser Auflagen konnte Biko, der sich zunehmend für Rechtsfragen interessierte, nur ein Fernstudium der Rechtswissenschaften aufnehmen.
Während dieser Zeit beteiligte sich Biko an spezifischen politischen Aktivitäten. So war er beispielsweise an der Gründung des Zimele Trust Fund führend beteiligt, einer gemeinwesenorientierten Institution mit Unterstützung südafrikanischer Kirchen, die mittels individueller Fördermaßnahmen zur Schaffung von Erwerbsgrundlagen für Familien politischer Häftlinge oder für diese selbst nach ihrer Haftentlassung beitrug.

### Verhaftung und Tod

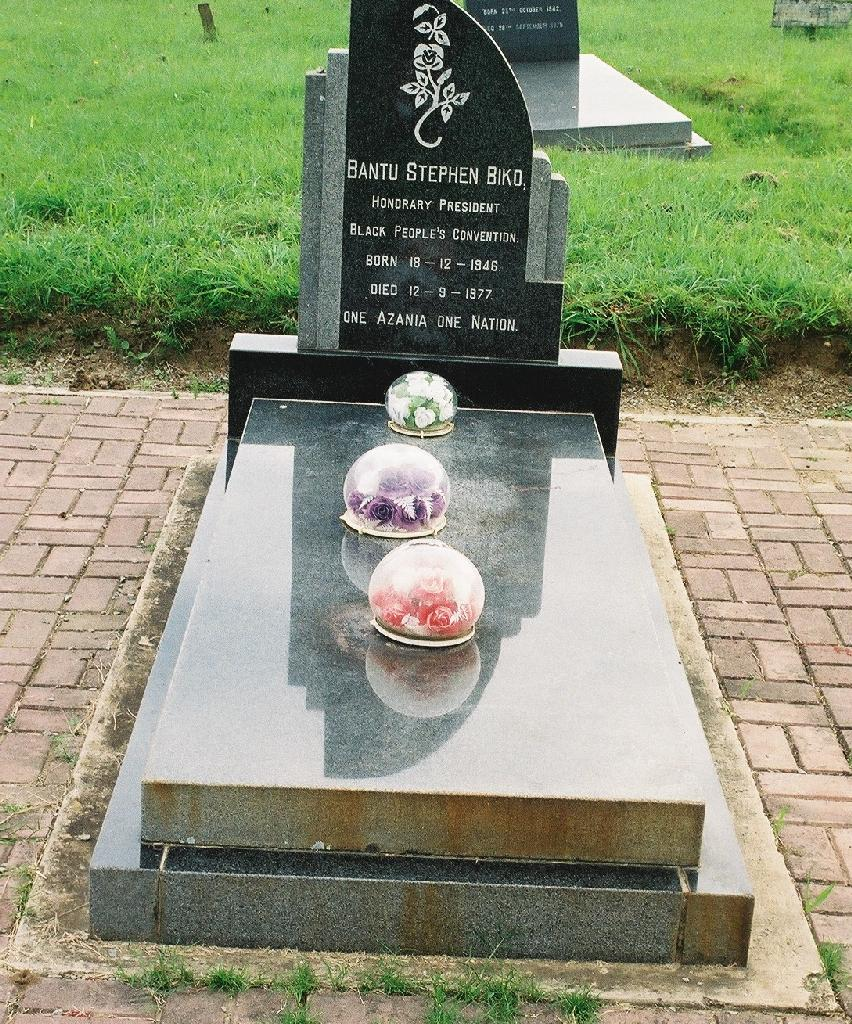
Bikos Grab in King William’s Town, Ginsberg Location

Zugleich verstärkte Biko seine Aktivitäten in den BCP. Diese riefen erneut den Staatsapparat auf den Plan, was zur Folge hatte, dass er sich ab 1975 überhaupt nicht mehr politisch betätigen durfte. In der Folgezeit wurde Biko mehrmals verhaftet, zuletzt am 18. August 1977 außerhalb von King William’s Town, als die Sicherheitspolizei ihn aufgriff und wegen Verletzung seiner Auflagen verhaftete. Man internierte ihn in einem Gefängnis in der nahegelegenen Stadt Port Elizabeth. Während der anschließenden tagelangen Verhöre im „Police-Room 6-1-9“ wurden ihm durch Folter schwere Kopfverletzungen zugefügt.
Am 11. September wurde Biko nackt und bewusstlos in einem Polizeiwagen mehr als 1000 Kilometer nach Pretoria transportiert. Dort starb er in der folgenden Nacht im Gefängniskrankenhaus an seinen Verletzungen. Am 13. September 1977 wurde sein Tod bekannt gegeben. Der südafrikanische Justizminister James Kruger behauptete zunächst, der Tod sei als Folge eines Hungerstreiks eingetreten. Nach einer gerichtlich angeordneten Untersuchung verneinte ein Gericht am 2. Dezember 1977, dass Biko an den Folgen der Verletzungen gestorben sei, die ihm in Port Elizabeth zugefügt worden waren. Die Autopsie wurde vom damaligen staatlichen Chefpathologen Südafrikas, Johan Loubser, geleitet. Jonathan Gluckman, ebenfalls Pathologe, war als Arzt der Familie hierbei anwesend. Der Rechtsanwalt Sydney Kentridge, der für seine harten Kreuzverhöre bekannt war, vertrat Bikos Familie in rechtlichen Fragen. Er erreichte, dass es den zahlreichen, auch ausländischen Journalisten ermöglicht wurde, sich ein genaues Bild von Bikos Tod zu machen. Zuvor hatte ein Bericht der Journalistin Helen Zille in der Tageszeitung Rand Daily Mail die Öffentlichkeit über die wahren Umstände von Bikos Tod aufgeklärt. Zu einer Anklage wegen Mordes oder Totschlags kam es gleichwohl nicht.
Anfang 1997 gaben fünf frühere Beamte der South African Police vor der Wahrheits- und Versöhnungskommission zu, an Bikos Tötung beteiligt gewesen zu sein. Nach Intervention der Familie Bikos wurde keine Amnestie gewährt.
Bikos Begräbnis fand am 25. September 1977 in King William’s Town statt und wurde zu einem Großereignis. Es reiste eine große Zahl von Trauergästen an, die zu dieser Zeremonie im Sportstadion Victoria Ground am Rande der Stadt zusammentrafen. Unter den Gästen befanden sich ausländische Diplomaten und inländische Repräsentanten des politischen Lebens, darunter Helen Suzman, Alex Boraine und Zach de Beer von der Progressive Federal Party.

### Reaktionen
Die gewaltsame Tötung Bikos führte zu einem internationalen Eklat. Biko wurde zu einem Symbol der Widerstandsbewegung gegen das Apartheid-Regime. Die südafrikanische Regierung belegte infolge der Ereignisse eine Reihe von Personen und Organisationen mit einem Bann, darunter alle Organisationen des Black Consciousness Movements sowie den Journalisten Donald Woods, der die Umstände von Bikos Tod zusammen mit Helen Zille aufgedeckt hatte. Der UN-Sicherheitsrat reagierte mit einem Waffenembargo gegen Südafrika.

### Familie
Steve Biko heiratete 1970 Nontsikelelo (Ntsiki) Mashalaba aus Umtata, mit der er zwei Kinder hatte. Zwei weitere Kinder hatte er mit der Aktivistin Mamphela Ramphele, darunter den 1978 geborenen Hlumelo Biko, der heute ein bekannter Unternehmer ist. Ein fünftes Kind wurde 1977 aus einer weiteren außerehelichen Beziehung geboren.

## Rezeption

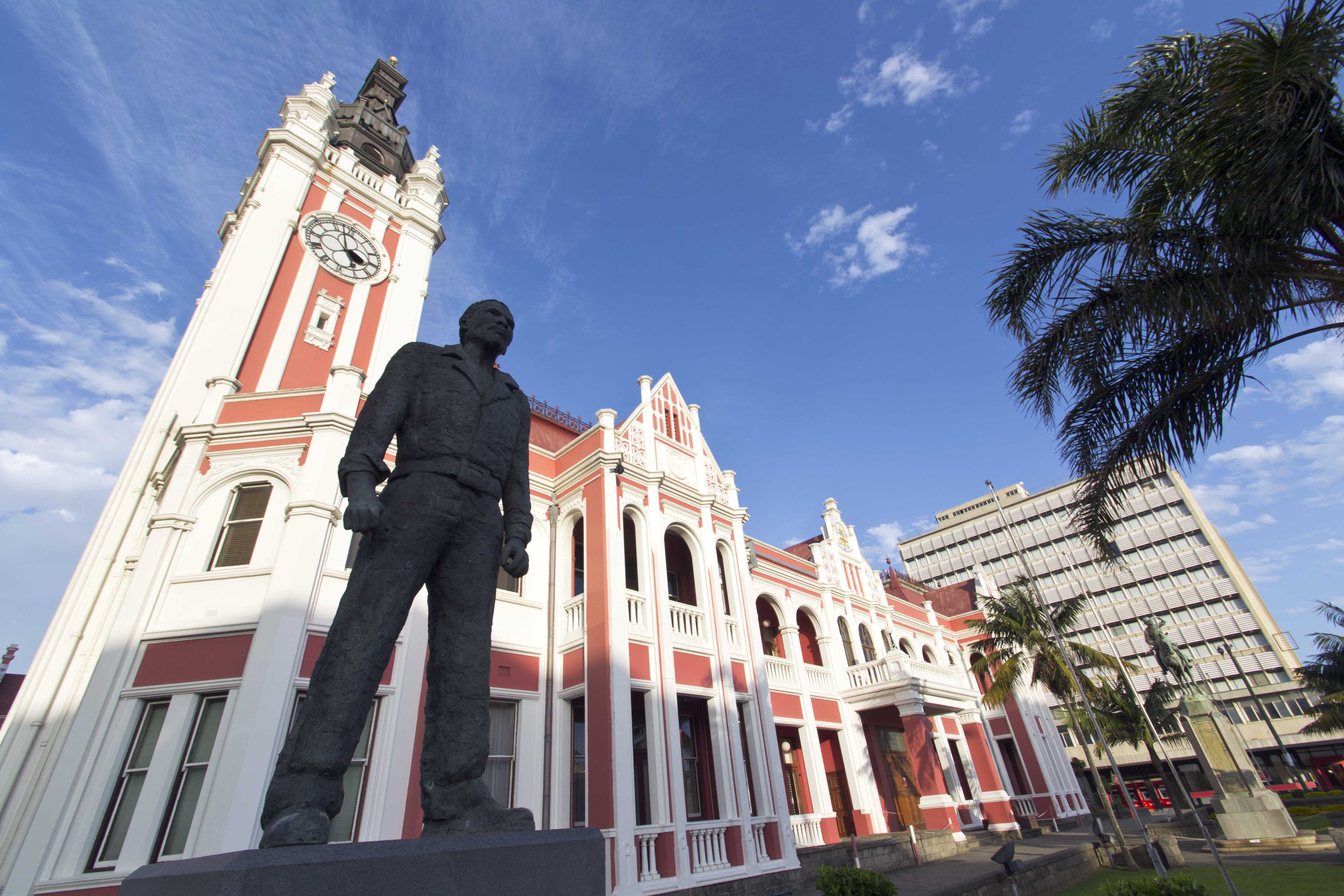
Standbild Bikos vor der East London City Hall

Donald Woods schrieb über das Schicksal Bikos das Buch Steve Biko – Stimme der Menschlichkeit. Richard Attenborough drehte nach diesem Buch 1987 den Film Schrei nach Freiheit.
Peter Gabriel schrieb das vielbeachtete Lied Biko, das auf seinem dritten Studioalbum Peter Gabriel (Melt) 1980 erschien. Es wurde verschiedentlich von anderen Künstlern interpretiert, etwa von Joan Baez, Robert Wyatt, Simple Minds, Ray Wilson, Manu Dibango, Paul Simon und BAP. Auch auf der in deutscher Sprache unter dem Namen Ein deutsches Album erschienenen Version dieses dritten Studioalbums findet sich eine Version von Biko in einer Übersetzung von Horst Königstein. Das Lied von Gabriel ist mit Aufnahmen von Liedern eingerahmt, die bei Bikos Beerdigung gesungen wurden: Die Albumversion beginnt mit Ngomhla sibuyayo (=Am Tag unserer Ankunft) und endet mit Senzeni Na? (=Was haben wir getan?), während die Singleversionen und die deutschsprachige Version mit Nkosi Sikelel’ iAfrika enden und letztere auch beginnt.
Christy Moore behandelt das Thema 1987 in seinem Song Biko Drum. Die englische Roots-Reggae-Band Steel Pulse erinnerte schon 1979 mit dem Song Biko’s Kindred Lament an den ungerechten Tod des Bürgerrechtlers. Auf ihrem Album Hebron Gate ehrte ihn die kalifornische Reggae-Band Groundation in dem Song Silver Tongue Show in einer Reihe mit Marcus Garvey und Mohandas Gandhi.
Außerdem findet Steve Biko in dem Song Revolution der Funk-Band Earth, Wind & Fire Erwähnung sowie in Diallo, einem Lied von Wyclef Jean über den in New York erschossenen guineischen Immigranten Amadou Diallo.
1985 schuf die Malerin Helga Ginevra das Bild Biko, oh Biko als Hommage an Steve Biko. 2000 erschien der Film The Color of Friendship nach der Kurzgeschichte Simunye von Piper Dellums, in der die Apartheid und der Tod Steve Bikos eine Schlüsselrolle spielen.
Darüber hinaus widmete ihm die Band A Tribe Called Quest im Jahr 1993 auf ihrem Album Midnight Marauders den Song Steve Biko (Stir It Up).

## Ehrungen
- 1998 wurde in Südafrika die Steve Biko Foundation gegründet.[21]
- 1999 erhielt er postum den südafrikanischen Order of meritorious service in Gold.[22]
- 2008 Umbenennung des Pretoria Academic Hospital (H F Verwoerd Hospital 1967–1997) in Steve Biko Academic Hospital[23]